# Assembleia do Governo do Reino do Chile (1810)

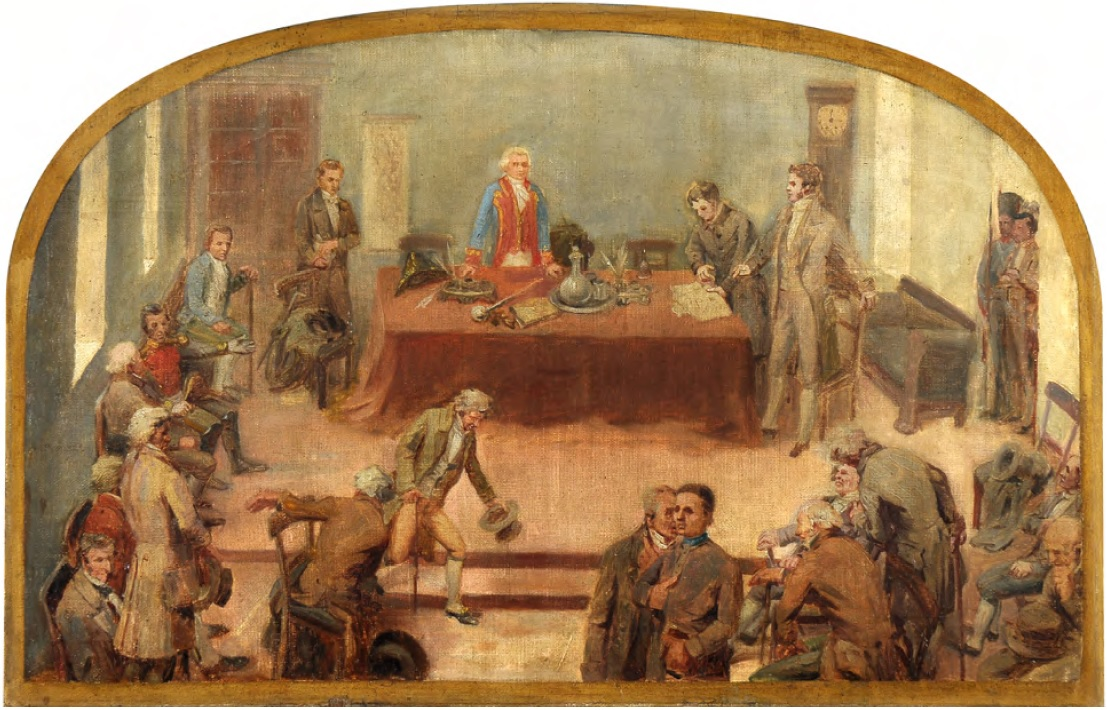
Sessão de abertura da Primeira Junta

Assembleia do Governo do Reino do Chile (18 de setembro de 1810 - 4 de julho de 1811), também conhecida como a Primeira Reunião do Governo, foi a organização criada para governar o Chile pós-colonial após a deposição e prisão do rei Fernando VII da Espanha por Napoleão Bonaparte. Foi o primeiro passo na luta chilena pela independência, e o aniversário de sua criação é comemorado como o dia nacional do Chile.

Esta instituição é a primeira forma de governo autônomo no centro do Chile desde a conquista espanhola. Permitiu o surgimento da aristocracia na vida pública e, consequentemente, o enfraquecimento do poder dos funcionários públicos da metrópole. Embora tenha sido erguido como uma defesa da monarquia espanhola, as ideias autonomistas gradualmente prevaleceram para finalmente desencadear o processo de independência do Chile com a posse de 12 de fevereiro de 1818.